# Йод-131
Йод-131 (131I) — радіонуклід (нестійкий ізотоп) йоду відкритий Гленом Сіборгом та Джоном Лівінгудом в 1938 році в Каліфорнійському університеті в Берклі. Період напіврозпаду близько 8,08 діб.
Має широке використання в ядерній енергетиці, медичній діагностиці та лікуванні, видобуванні природного газу (особливо методом гідравлічного розриву пластів).
Масова частка 131I серед продуктів поділу ядра урану та плутонію становить майже 3 %. Тому має істотний вплив на погіршення здоров'я населення внаслідок наземних випробувань ядерних озброєнь в 1950-ті, внаслідок Чорнобильської та Фукусімської катастроф.

## Виробництво
Зазвичай йод-131 отримують в результаті нейтронного опромінення природного телуру в ядерних реакторах. Опромінення природного телуру дає майже повністю йод-131 як єдиний радіонуклід з періодом напіврозпадом довше кількох годин. Легші ізотопи телуру перетворюються на важчі стабільні ізотопи телуру або стабільний йод та ксенон. Однак, найважчий природний нуклід телуру, телур-130 (34 % природного телуру) приєднує нейтрон та стає телуром-131, який розпадається з періодом напіврозпаду 25 хвилин у йод-131.
Сполука телуру може бути опромінена у вигляді оксиду в іонній камері, а отриманий йод-131 вимитий лужним розчином. Зазвичай, телур у формі порошку опромінюється, а йод-131 відокремлений від нього в процесі сухої дистіляції йоду, тиск випаровування якого набагато вищий. Отриману речовину потім розчиняють у слабкому лужному розчині, в результаті чого утворюється йодид ізотопу йоду-131.
131I утворюється в результаті поділу ядра та складає 2,875 % за масою серед продуктів розпаду урану-235, і тому може залишатись внаслідок випробувань ядерної зброї та аварій на ядерних об'єктах. Проте, через нетривалий період напіврозпаду йод-131 майже відсутній у відпрацьованому ядерному паливі, на відміну від іншого ізотопу йода — йод-129, період напіврозпаду якого майже у мільярд разів довший.

## Радіоактивний розпад

Спрощена схема радіоактивного розпаду ізотопів Йоду-131

Йод-131 має період напіврозпаду тривалістю 8,08 днів з β− та γ випроміненням. Отриманий нуклід йоду має 78 нейтронів у ядрі, хоча єдиний стабільний нуклід, йод-127, має 74. При поділі ядра, йод-131 найчастіше (у 89 % випадків) виділяє 971 keV енергії у стабільний ксенон-131 за два кроки:
{\displaystyle {\ce {^{131}_{53}I->{}\beta {}+{\bar {\nu }}_{e}{}+{}_{54}^{131}Xe^{\ast }{}+606keV}}}
{\displaystyle {\ce {^{131}_{54}Xe^{\ast }->{}_{54}^{131}Xe{}+\gamma {}+364keV}}}

## Інциденти

### Листопад 2011 року
В листопаді 2011 року спостерігачі в Чехії, Німеччині, Угорщини, Австрії, Швеції повідомили про виявлення підвищення концентрації йоду-131 в атмосфері. Однак виявлені концентрації не становили загрози здоров'ю людини. Трохи згодом IAEA отримала повідомлення від угорської служби ядерної безпеки що найімовірнішим джерелом ізотопів став розташований в Будапешті виробник радіозотопів для промисловості, медицини, та наукових досліджень. Викид ізотопів тривав з 8 вересня до 16 листопада 2011, причини викиду одразу встановлені не були.

### Початок 2017 року
На початку 2017 року (в другому тижні січня) французький Інститут радіаційного захисту та ядерної безпеки (IRSN) повідомив про виявлене ним підвищення концентрації йоду-131 на півночі Норвегії а потім у Фінляндії, Польщі, Чехії, Німеччині, Франції та Іспанії. Виявлені рівні концентрації не становили загрози життю та здоров'ю людини. Джерело походження ізотопів встановити не вдалось. Дещо згодом стало відомо про перекидання літака радіорозвідки ВПС США WC-135 Constant Phoenix на авіабазу RAF у Мілденхолі та виконання ним польотів над північчю Європи
Проте, відсутність інформації про джерело викидання радіонукліду не завадило російській пропаганді покласти відповідальність на Україну. Так, низка російських та проросійських засобів масової інформації (серед них «Комсомольская Правда в Украине», «РИА Новости», та інші) надрукували статті, в яких начебто «Європа звинувачувала Україну за викид йоду-131». В цілому російських агітпроп намагався нав'язати думку про ненадійність українських АЕС, зокрема, через використання палива Westinghouse. Відповідальність за викиди йоду-131 російські ЗМІ також спробували покласти на дослідницький реактор в Галден, Норвегія. 25 жовтня 2016 року на цьому реакторі стався інцидент під час роботи з ядерним паливом, внаслідок якого в атмосферу потрапила незначна кількість йоду-131. Попри те, що проблему було одразу ж усунено, а викид припинено, подія спричинила гучний розголос у західних ЗМІ.
В березні 2017 року норвезька агенція радіологічної безпеки (нід. Statens strålevern) повідомила про виявлені нею протягом 10-го тижня (6-13 березня) надмалі дози йоду-131 на станції спостереження в Сванховді, Фіннмарк (північ Норвегії). Помічені радіонукліди мали низьку концентрацію та не становили загрози здоров'ю людини та навколишньому середовищу. На решті станцій спостереження йод-131 помічений не був. Джерело витоку радіонукліду встановити не вдалось.
У виступі 1 березня 2018 року Володимир Путін оголосив про створення в Росії низки вундерваффе. Серед наведених ним прикладів новітньої зброї була названа крилата ракета з ядерною силовою установкою та «необмеженим» радіусом дії. Начебто Росія навіть здійснила випробувальні пуски прототипів у 2017 році (що дало підстави до спекуляцій на темі зафіксованих протягом того ж року викидів ізотопу йоду-131 у Європі). Проте жодної інформації про цю ракету більше не відомо.

### Початок 2018 року
Наприкінці лютого 2018 року спочатку фінські, а потім норвезькі науковці повідомили про помічену ними присутність ізотопів йод-131 в повітрі. Ізотопи були помічені спочатку наприкінці січня, а потім у лютому. При цьому йшлось про незначні концентрації, на рівні 0,7–1,6 мікробекерель на м³ повітря.